# Óscar Washington Tabárez
Óscar Wáshington Tabárez Silva, nadimka El Maestro (Učitelj) (Montevideo, 3. ožujka 1947.), urugvajski je nogometni trener i umirovljeni nogometaš. Trenutačno ne vodi niti jednu momčad, a zadnji put bio je izbornik urugvajske nogometne reprezentacije i to od 2006. do 2021.
Nakon što je prestao igrati, posvetio se trenerskoj karijeri (više od 30 godina). Radio je u Kolumbiji, Argentini, Italiji i u Španjolskoj. Također je vodio urugvajsku nogometnu reprezentaciju na tri svjetska prvenstva.
Najveći uspjeh s urugvajskom nogometnom reprezentacijom postigao je na svjetskom prvenstvu 2010. gdje su se plasirali u polufinale te naposljetku završili kao 4. reprezentacija svijeta te na Copi Americi 2011. gdje su postali prvaci Južne Amerike te preuzeli primat nad Argentinom u broju osvojenih prvenstva Cope Americe.